# Göhren (bei Altenburg)
Göhren település Németországban, azon belül Türingiában. Lakosainak száma 404 fő (2023. december 31.).

## Népesség
A település népességének változása:
| Lakosok száma | 417  | 404  | 414  | 402  | 404  |
|               | 2017 | 2019 | 2021 | 2022 | 2023 |